# 玫瑰清真寺
玫瑰清真寺（土耳其語：Gül Camii）位于土耳其伊斯坦布尔法提赫区的Ayakapı（圣人之门区），君士坦丁堡的第四山和第五山之间山谷的尽头，俯瞰金角湾的位置。原为东正教教堂，奥斯曼帝国时期改为清真寺。 
这是现存最重要的君士坦丁堡拜占庭宗教建筑之一，可能属于圣西奥多西娅修女院（希腊语：Μονή τής Άγιας Θεοδοσίας εν τοις Δεξιοκράτους, Monē tis Hagias Theodosias en tois Dexiokratous）或基督恩人修道院（希腊语：Μονή του Χριστού του Ευεργέτου, Monē tou Christou tou Euergetou）。

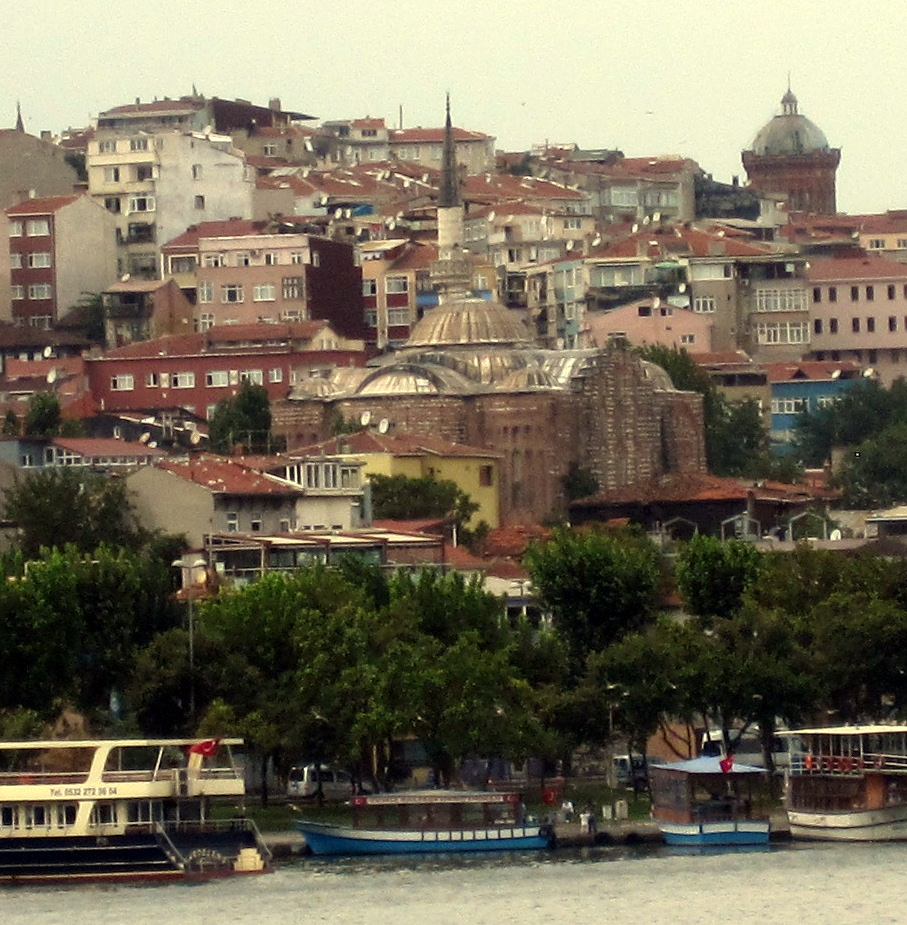

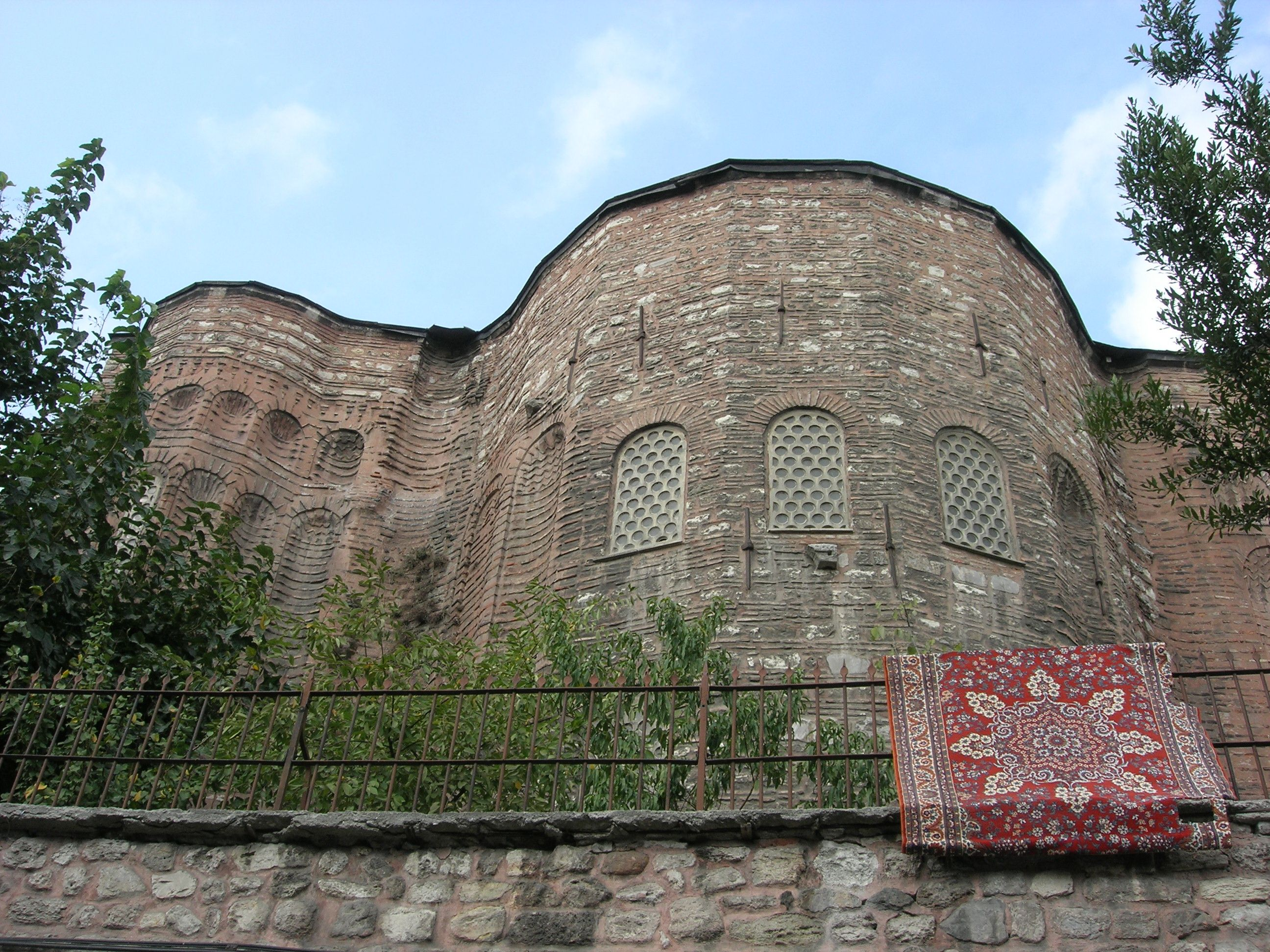
后殿

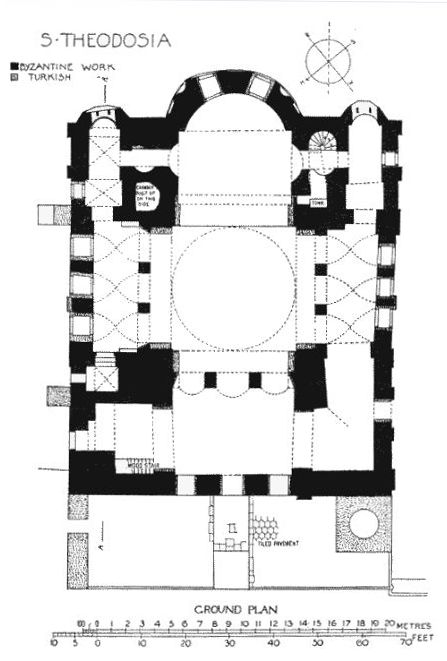
底层平面图

## 书目
- Alexander van Millingen. . London: MacMillan & Co. 1912.
- Ernest Mamboury. . Istanbul: Çituri Biraderler Basımevi. 1953.